# Elijah Williams
Eliah Williams (7. října 1809, Bristol – 8. září 1854, Londýn) byl anglický šachový mistr, první prezident Bristol Chess Club založeného roku 1829 nebo 1830.
Williams byl pověstný pomalostí své hry. Údajně měl během některých zápasů průměr 2,5 hodiny na tah. Tento způsob hry, který byl také zaměřen na to, aby jeho soupeři ztratili koncentraci, mu vynesl přezdívku Bristol Sloth (Bristolský lenochod).
Na uzavřeném turnaji dvanácti členů šachového klubu londýnské kavárny Divan roku 1849 vyhrál sice v prvním kole nad Edwardem Fordhamem Flowerem 2:0, ale v zápase o postup do trojčlenné finálové skupiny prohrál s pozdějším vítězem turnaje Henrym Thomasem Bucklem 0:2.
Williams byl rovněž jedním z účastníků prvního mezinárodního šachového turnaje roku 1851 v Londýně, na kterém skončil třetí. Na turnaj bylo pozváno šestnáct předních světových šachistů, kteří byli rozlosování do osmi dvojic, a hrálo se vyřazovacím způsobem. V první kole Williams vyřadil maďarského šachistu Johanna Jacoba Löwenthala 2:0 a v druhém J. R. Mucklowa2 4:0. Prohrál až v semifinále s Marmadukem Wywillem 3:4, ale v zápase o třetí místo překvapivě porazil Howarda Stauntona 4:3 (=1).
Williams byl rovněž šachový novinář a spisovatel. Přispíval do různých šachových rubrik a roku 1852 vydal knihu Horae Divanianae (Hodiny v Divanu), obsahující 150 šachových partií hraných v londýnské šachové kavárně Simpson’s Divan, mezi nimiž je rovněž tzv. nesmrtelná partie.
Zemřel roku 1854 na choleru v Charing Cross Hospital v Londýně.